# Puducherry (ciudad)
Puducherry, anteriormente Pondicherry, (en tamil: பாண்டிச்சேரி ) es una localidad de la India, centro administrativo del distrito homónimo y capital del territorio de Puducherry.

## Geografía
Se encuentra a una altitud de 8 m s. n. m. a 2299 km de la capital nacional, Nueva Delhi, en la zona horaria UTC +5:30.

## Demografía
Según estimación 2010 contaba con una población de 233 105 habitantes, siendo un 83,39% hindúes, 10,88% cristianos y 4,97% musulmanes.